# دلفی د ارتگا
دِلفی دِ اُرتگا (اسپانیایی: Delfy de Ortega‎؛ ‏ ۲۱ اوت ۱۹۲۰ – ۲۱ سپتامبر ۱۹۹۵) بازیگر ایتالیایی‌الاصل اهل آرژانتین بود.
از فیلم‌ها یا برنامه‌های تلویزیونی که وی در آن نقش داشته است، می‌توان به ستاره کوچک من اشاره کرد.